# 救命飲食：中國健康調查報告
《救命飲食》的作者是康奈爾大學營養生物化學系雅各布·古爾德·舒爾曼榮譽退休教授T·柯林·坎貝爾博士以及他的兒子医生小湯馬斯·M·坎貝爾。2005年1月，本書英文版首次於美國發行，到了2013年10月銷售量已超過一百萬本，成為美國最暢銷的營養類書籍之一。
《救命飲食》內容主要是在調查動物製品(包含奶製品)的攝取與冠狀動脈心臟病、糖尿病、乳癌、前列腺癌、大腸癌等慢性疾病的關係。作者綜合調查結果提出，選擇食用全價值營養食物以及持純植物性飲食的人，意即採取不吃任何動物性製品，如牛、豬、雞、魚、蛋、奶、起司等，並且減少食用加工食品和精緻碳水化合物這樣的生活，可以避免、減少或反轉許多疾病的生成或惡化。書裡提到一個論點：食用任何含有膽固醇0毫克以上的食物是不健康的。
書中建議，為避免食用任何動物性製品，若要補充適量維生素D，最佳的方法是透過曬太陽或食用營養補充品，例如維生素B12的攝取，就可以透過營養補充品補充。書中作者對阿特金斯健康飲食法等低碳水化合物飲食的方法表示不認同，因為此飲食方法目的是在減少從碳水化合物中攝取到的卡路里百分比。兩位作者對於還原論學者研究營養學的方法也表示不認同，因為使用還原論，所以某些營養素被歸咎為病因，但坎貝爾博士卻認為，正確的研究應該將營養型態與營養素之交互作用兩者納入考量。
這本書的編寫內容是零散地根據中國預防醫學科學院（現為中國疾病預防控制中心），康奈爾大學以及牛津大學一起合作的一項二十年研究計劃，稱之為中國-康奈爾-牛津計劃。這項計劃被紐約時報評比為「流行病學的最高榮譽」。T·柯林·坎貝爾博士是這項研究計劃的主持人之一。 這項計劃主要研究1973年到1975年間中國大陸65個縣的癌症和其他慢性病患的死亡率。並將此數據與1983到1984年間他們對這些縣裡，每縣100人進行的飲食調查和抽血檢驗所獲得的資料互相比對。他們選擇研究對象所居住的縣有以下特點：當地居民擁有類似的基因結構，且世世代代都居住在同一個地方擁有相同的飲食習慣。研究報告最後的結論是，那些從1983年到1984年間，每天習慣食用大量動物性食品的縣，其人口因西方文明病而死亡的比例比1973到1975年間的死亡率還高。而在以植物性飲食為主的縣，結果則是恰好相反。

## 研究動機和背景
中國-康奈爾-牛津計劃— 指的是「中國-康奈爾-牛津對中國六十五個地方縣的居民飲食、生活型態與疾病死亡率特徵的研究」，又稱為「中國膳食、生活方式和疾病死亡率關係研究」，在書中簡稱為「中國健康調查報告 （页面存档备份，存于）」 。它是一個全面性的研究，探討中國飲食習慣與生活型態影響疾病死亡率的因素。研究中，他們對那些擁有相似基因的居民進行飲食對其健康影響的調查，將那些習慣食用大量動物性食品的人與那些以植物性飲食為主的人做相互比較。
研究緣起於1980和1981年間，T·柯林·坎貝爾與當時的中國預防醫學科學院營養與食品衛生研究所副所長陳君石的一場對話。後來2012年，牛津大學醫學統計與流行病學教授李察‧佩托，以及中國醫學科學院腫瘤研究所教授黎鈞耀陸續加入研究行列。
1983年，他們在中國65個地方縣裡，每個縣隨機選出兩個城鎮，每個城鎮隨機選出50戶人家。每戶家庭選一位成人來調查其飲食習慣，選出來的人選男女各佔半數，所獲得的調查結果，再拿來比對1973年到1975年間，這些地方縣大約48種癌症和其他疾病的死亡率。

## 社會評論
美國CNN首席醫療記者桑賈伊·古普塔在2011年他主持的CNN特別節目紀錄片《不再有心臟病突發 （页面存档备份，存于）》裡提到， 《救命飲食》改變了世界各地的人吃的習慣。 美國前總統比爾‧柯林頓在經歷一次心臟病突發之後改變了他的飲食成為維根純素者， 也成為該紀錄片的受訪者以及該本書的擁護者。
美國堪薩斯大學醫學中心生物化學教授威爾弗雷德‧尼爾斯‧阿諾，在2005年的《萊奧納多》學術期刊裡對這本書給出這樣的評論:「這本書的作者明知會有反抗和敵對的聲浪，仍然熱度不減繼續前行，最後提出了這麼一個有參考價值的現行假說。事實上，(除了他的假說)，很難有其他說法可以用來解釋這些驚人數據所得到的結果。」
在2008年與坎貝爾的書面辯論中，營養學家Loren Cordain認為“坎貝爾的假說（低動物蛋白質飲食改善人類健康）其基本邏輯是站不住腳的，且與我們自己物種的進化不一致。” 坎貝爾則認為，“在當代時期觀察到的飲食 - 疾病相關性，遠比人類進化時期發生的情況更有意義 - 即過去約250萬年的期間。”
Harriet Hall（一位醫生和懷疑論者，寫作相關另類醫學），在2009年 Science-Based Medicine科學醫學網站上發表的一篇博客文章中進行了這本書的評論.Hall批評該書引用了不直接支持書中主張的參考文獻。 她還表示，該書並未解釋其數據的例外情況 - 例如“中國的胃癌發病率高於世界其他地區”。.

### 引用
1. ↑  Parker-Pope, Tara.
2. ↑  Sherwell, Philip.
3. ↑  Campbell and Campbell 2005, p. 132.
4. ↑  Campbell and Campbell 2005, pp. 232, 242, 361ff.
5. ↑  Campbell and Campbell 2005, pp. 95–96.
6. ↑  Scrinis, Gyorgy.
7. ↑  That the book is "loosely based" on this project, see Scrinis 2013, p. 182.
8. 1 2 3  "China-Cornell-Oxford Project", Cornell University, accessed March 31, 2012.
9. ↑  Brody (New York Times) 1990 （页面存档备份，存于）.
10. ↑  Gupta, Sanjay.
11. ↑  Sherwell, Philip.
12. ↑  Arnold, Wilfred Niels.
13. ↑  Cordain, Loren and Campbell, T. Colin. "The Protein Debate" （页面存档备份，存于）, Performance Menu: Journal of Nutrition & Athletic Excellence, 2008, accessed August 28, 2011.
14. ↑  Hope, Harriet. . 2009-04-09  [2018-09-19]. （原始内容存档于2018-10-13）.
15. ↑  Yang, Ling. . World Journal of Gastroenterology. 2006-01-07, 12 (1): 17–20. ISSN 1007-9327. PMC 4077485 . PMID 16440411. doi:10.3748/wjg.v12.i1.17.

## 外部連結
- 官方网站
- 官方网站